# ポルカドットスティングレイ
ポルカドットスティングレイ（英: Polkadot Stingray）は、日本の4人組ロックバンド。所属事務所はUNIVERSAL SIGMA ARTISTS。レーベルはユニバーサルミュージック社内レーベルのユニバーサル シグマ。略称は「ポルカ」。
バンド名の由来は同名のエイの一種（ポルカドット・スティングレイ）からで、言葉のパンチの強さで選んだ。

## 略歴
2014年4月に結成し、2015年より活動を開始。5月10日にムロが脱退を発表。8月にエジマハルシが加入し、現体制となった。
2016年3月4日、「テレキャスター・ストライプ」を配信シングルとして発売。同曲のミュージック・ビデオは2018年4月時点で1000万を超える再生数を記録している。11月9日、初の全国流通盤『骨抜きE.P.』をタワーレコード限定発売。
2017年2月、初の東名阪ワンマンツアー「ポルカドットスティングレイ 2017 TOUR 骨抜き」を開催。4月16日にミニアルバム『大正義』を発売。同作の録音作業には事故により腕を負傷したウエムラの代役として、tricotのヒロミ・ヒロヒロやヒトリエのイガラシが参加した。11月8日にユニバーサルシグマから発売したフルアルバム『全知全能』でメジャー・デビュー。
2018年5月9日、2枚目のミニアルバム『一大事』を発売。同月21日付のオリコン週間アルバムランキングでは4位に入り、自身初の上位5位入りを果たした。
2019年7月17日、初の日本武道館ワンマン公演を開催。同日にはFCアプリ「半泣き黒猫団」を開設。
2025年1月8日に結成10周年を迎え、これを記念した番組『#ポルカ超めでたいのね 結成10周年クイズ配信』を生配信。

## メンバー

### 現メンバー
雫 (しずく、1992年10月15日（32歳） - )：ボーカル & ギター
- 曲作りにおいてはリスナーのニーズ把握を最重要視しており、「マーケティングして曲を書いている」「内から溢れ出る想いや、自分の体験を曲にのせることはない」と公言している。「『ニーズに応えられる音楽』こそがまごうことなき“私のやりたい音楽”」と語っている。
- 福岡大学法学部卒業。
- 幼少時代からのテレビゲーム好きで、メジャーデビューするまでバンド活動と並行しながらゲームアプリの開発ディレクターとして働いていた。バンドを結成した頃、メンバーには「会社でディレクターになったらやめる」、「結成して2年経った時に、箸にも棒にもかからなかったらやめる」と言っており、その度にメンバーから「絶対音楽をやるべきだ」と説得され続けてきたという。
- バンド結成前にイギリスへ留学していた経験がある。大学時代はゲーム制作の知識や技術が無かったため、その留学経験を生かし翻訳アルバイトとしてゲーム業界に入り、ゲームクリエイターに必要な知識を習得した。

エジマハルシ (1995年8月22日（29歳） - )：ギター
- 音楽専門学校MI Tokyo卒業。2015年8月22日加入。
- 影響を受けたギタリストに長岡亮介や桑原彰（RADWIMPS）を挙げている。
- メインギターとしてNash Guitars T-72DLXを使用。また、Providenceとエンドース契約を結んでいる。

ウエムラユウキ (1993年10月23日（31歳） - )：ベース
- 鹿児島県出身。16歳でベースを始める。
- メイン楽器としてLAKLAND Shoreline Series SL44-60（ジャズベースモデル）を使用。またエジマと同じくProvidenceのエンドーサーである。
- 影響を受けたベーシストに日向秀和、マイク・カー、フリーなどを挙げている。

ミツヤスカズマ (1992年6月25日（33歳） - )：ドラムス
- メイン楽器はTamaのStar Bubinga。スネアはLudwigを、シンバルはZildjianのものを使用している、なお、Tama・Zildjianとはエンドース契約を結んでいる。
- もともとギター経験者であり、いくつかの楽曲のレコーディングでギターを担当している。
- 絵が得意で、公式ファンクラブアプリ内では絵しりとりのコーナーを担当している。

### 元メンバー
ムロ：ギター
- 初期メンバー。
- 2015年5月脱退。

## ディスコグラフィー
※最高位はオリコンチャートでの成績。

### シングル
|   | 発売日        | タイトル                   | 詳細 |
| - | ------------- | -------------------------- | --- |
| 1 | 2015年4月29日 | 夜明けのオレンジ           | ライブ会場・デジタル配信限定 収録曲 1. 夜明けのオレンジ                                                   |
| 2 | 2015年6月13日 | 極彩                       | ライブ会場・デジタル配信限定 収録曲 1. ポルカドット・スティングレイ 2. 黄昏サイキック 3. 夜明けのオレンジ |
| 3 | 2016年3月4日  | テレキャスター・ストライプ | デジタル配信限定 収録曲 1. テレキャスター・ストライプ                                                     |

|    | 発売日         | タイトル                       | 備考                                                                                                |
| -- | -------------- | ------------------------------ | --------------------------------------------------------------------------------------------------- |
| 1  | 2018年10月15日 | ヒミツ                         | ミュージック・ビデオには、お笑いコンビよゐこの有野晋哉が出演。                                      |
| 2  | 2019年6月9日   | バケノカワ                     | ミュージック・ビデオには、お笑いコンビのタイムマシーン3号が出演。                                   |
| 3  | 2019年11月8日  | 女神                           | |
| 4  | 2020年3月30日  | JET                            | ちゃんMari（ゲスの極み乙女）がキーボードで参加。                                                    |
| 5  | 2020年7月17日  | FREE                           | |
| 6  | 2020年11月8日  | 化身                           | ちゃんMari（ゲスの極み乙女）がキーボードで参加。またミュージック・ビデオには神風動画が参加。        |
| 7  | 2021年12月29日 | SHINOBI-NAI（雫カリウタ ver.） | 花澤香菜への提供曲のセルフカバーバージョン。                                                        |
| 8  | 2022年1月26日  | dude                           | ミュージック・ビデオには、 お笑いコンビフォーリンラブのバービーが出演。                             |
| 9  | 2022年3月19日  | hide and seek                  | ミュージック・ビデオには、 お笑いコンビジョイマンの高木晋哉が出演。                                 |
| 10 | 2022年8月10日  | どうでもいいよ                 | |
| 11 | 2022年8月17日  | ツキカゲ                       | |
| 12 | 2023年9月27日  | ゴーストダイブ                 | 『Pokémon Music Collective』収録曲                                                                  |
| 13 | 2023年11月8日  | 天誅 (雫 Solo Ver.)            | 緑仙『パラグラム』収録曲のソロバージョン                                                            |
| 14 | 2024年4月17日  | ブラックボックス               | |
| 14 | 2024年7月31日  | JO-DEKI                        | |
| 15 | 2024年8月28日  | アウト                         | |
| 16 | 2024年12月11日 | キメラ                         | |
| 17 | 2025年1月22日  | あのね、                       | ミュージック・ビデオには、 お笑いコンビのレインボーが出演。                                         |
| 18 | 2025年5月10日  | 魔物                           | テレビ朝日系金曜ナイトドラマ『魔物』OST（挿入歌）として書き下ろしたバンド初となる全編英語詞の楽曲。 |

### フルアルバム
|   | 発売日         | タイトル | 最高位 | 備考                 |
| - | -------------- | -------- | ------ | -------------------- |
| 1 | 2017年11月8日  | 全知全能 | 6位    | メジャーデビュー作品 |
| 2 | 2019年2月6日   | 有頂天   | 7位    |                      |
| 3 | 2020年12月16日 | 何者     | 8位    |                      |
| 4 | 2022年9月7日   | 踊る様に | 9位    |                      |

### ミニアルバム
|   | 発売日         | タイトル             | 最高位 | 備考 |
| - | -------------- | -------------------- | ------ | ---- |
| 1 | 2017年4月26日  | 大正義               | 7位    |      |
| 2 | 2018年5月9日   | 一大事               | 4位    |      |
| 3 | 2019年10月16日 | ハイパークラクション | 9位    |      |
| 4 | 2020年1月8日   | 新世紀               | 6位    |      |

### EP
|   | 発売日        | タイトル   | 最高位 | 備考                   |
| - | ------------- | ---------- | ------ | ---------------------- |
| 1 | 2016年11月9日 | 骨抜きE.P. | ―      | タワーレコード限定販売 |
| 2 | 2021年5月26日 | 赤裸々     | 9位    |                        |

### 映像作品
|   | 発売日         | タイトル                                                                                  | 最高位 | 備考                               |
| - | -------------- | ----------------------------------------------------------------------------------------- | ------ | ---------------------------------- |
| 1 | 2018年11月7日  | ヒミツ                                                                                    | 3位    | 初回盤CD：「ヒミツ」収録           |
| 2 | 2019年12月11日 | ポルカドットスティングレイ 2019 有頂天ツアーファイナル ポルフェス45 #かかってこいよ武道館 | 8位    | 初回盤CD：武道館公演ライブ音源収録 |

### 楽曲提供
- 私立恵比寿中学「SHAKE! SHAKE!」（作詞・作曲：雫、編曲：ポルカドットスティングレイ）
- Rain Drops「TAKE OFF」（作詞・作曲・編曲：ウエムラユウキ）[40]
- 花澤香菜「SHINOBI-NAI」（作詞・作曲：雫、編曲:ポルカドットスティングレイ・ながしまみのり、演奏：ポルカドットスティングレイ）[41]
- 緑仙「天誅」（作詞・作曲：雫、編曲:ポルカドットスティングレイ）
- ELAIZA「FREAK」（作詞・作曲：雫、編曲：雫・江口亮、プロデュース：雫）[42][43]

## タイアップ一覧
| 使用年 | 曲名                            | タイアップ |
| ------ | ------------------------------- | --- |
| 2016年 | 夢の中へ                        | Google Android「見せたい写真、パッと出る」篇 CMソング                                                                 |
| 2017年 | レム                            | サントリーフーズ「ヨーグリーナ&サントリー天然水」MVコラボソング                                                       |
| 2017年 | レム                            | 長崎国際テレビ『AIR』12月度オープニングテーマ                                                                         |
| 2017年 | サレンダー                      | ソーシャルゲーム『23/7 -トゥエンティ スリー セブン-』イメージソング                                                   |
| 2017年 | シンクロニシカ                  | 映画『youth』予告編使用曲                                                                                             |
| 2017年 | ショートショート                | PlayStation 4『僕らの真ん中にPS4篇』CMソング                                                                          |
| 2017年 | BLUE                            | みずほフィナンシャルグループ「Jump!」タイアップソング                                                                 |
| 2018年 | 少女のつづき                    | リアルライフシンクロ型ドラマ『恋のはじまりは放課後のチャイムから』主題歌                                              |
| 2018年 | ICHIDAIJI（×× ver.）            | MBS・TBS系 ドラマイズム『わたしに××しなさい!』主題歌                                                                  |
| 2018年 | ICHIDAIJI（×× ver.）            | T-JOY配給映画『わたしに××しなさい!』主題歌                                                                            |
| 2018年 | テレキャスター・ストライプ      | 東宝配給映画『恋は雨上がりのように』挿入歌                                                                            |
| 2018年 | ラディアン                      | NHK Eテレ アニメ『ラディアン』第1シリーズエンディングテーマ                                                           |
| 2018年 | ヒミツ                          | 東宝配給映画『スマホを落としただけなのに』主題歌                                                                      |
| 2019年 | 有頂天                          | 九州朝日放送『ドォーモ』1月度エンディングテーマ                                                                       |
| 2019年 | 有頂天                          | ABCテレビ『今ちゃんの「実は…」』2月度エンディングテーマ                                                               |
| 2019年 | 有頂天                          | テレビ愛知『a-NN♪』2月度エンディングテーマ                                                                            |
| 2019年 | バケノカワ                      | 専門学校 モード学園（東京・大阪・名古屋）「承認欲求」篇 2019年度TVCMソング                                            |
| 2019年 | DENKOUSEKKA                     | 長崎国際テレビ『AIR』4月度オープニングテーマ                                                                          |
| 2019年 | 阿吽                            | テレビ愛知『a-NN♪』9月度エンディングテーマ                                                                            |
| 2019年 | 阿吽                            | ABCテレビ『ビーバップ!ハイヒール』9月度エンディングテーマ                                                             |
| 2019年 | 阿吽                            | RKBテレビ『チャートバスターズR!』9月度マンスリーアーティスト                                                          |
| 2019年 | 阿吽                            | ミヤギテレビ『ちょっとブレイクタイム』9月度エンディングテーマ                                                         |
| 2019年 | 女神                            | MBS・TBS系 ドラマイズム『左ききのエレン』主題歌                                                                       |
| 2019年 | トゲめくスピカ                  | NHK『みんなのうた』12月・1月度放送曲                                                                                  |
| 2019年 | SQUEEZE                         | サントリー食品インターナショナル「ポルカドットスティングレイ × ラッコズ × 天然水スパークリングレモン」コラボMMVソング |
| 2019年 | sp813                           | J-WAVE『SPARK』火曜日 コラボソング                                                                                    |
| 2020年 | トゲめくスピカ                  | 長崎国際テレビ『AIR』2月度オープニングテーマ                                                                          |
| 2020年 | JET                             | ジェットスター タイアップソング                                                                                       |
| 2020年 | さよならイエロー                | NHK Eテレ 短編アニメ『あはれ!名作くん』主題歌                                                                         |
| 2020年 | 化身                            | スマホゲームアプリ『A.I.M.$ -All you need Is Money-』ギャングテーマ                                                   |
| 2021年 | ストップ・モーション            | フォルクスワーゲン「ゴルフ」CMソング                                                                                  |
| 2021年 | トゲめくスピカ（タテヨコ ver.） | 神風動画 × ポルカドットスティングレイ タテヨコ動画                                                                    |
| 2021年 | 青い                            | UHFアニメ『ゴジラ S.P ＜シンギュラポイント＞』エンディングテーマ                                                      |
| 2021年 | ダイバー                        | 「RAGE Shadowverse Pro League 21-22」テーマソング                                                                     |
| 2021年 | dude                            | 「ふくおか避密の旅＋」テーマソング                                                                                    |
| 2022年 | hide and seek                   | Amazon Prime Video配信ドラマ『恋に落ちたおひとりさま〜スタンダールの恋愛論〜』主題歌                                  |
| 2022年 | 恋愛論                          | Amazon Prime Video配信ドラマ『恋に落ちたおひとりさま〜スタンダールの恋愛論〜』挿入歌                                  |
| 2022年 | ツキカゲ                        | 「RAGE SHADOWVERSE PRO TOUR 22-23」公式テーマソング                                                                   |
| 2022年 | どうでもいいよ                  | UHB 北海道文化放送『MUSIC FUN! IVY』8・9月度エンディングテーマ                                                        |
| 2022年 | どうでもいいよ                  | テレビ愛知『a-NN♪』8月度エンディングテーマ                                                                            |
| 2022年 | どうでもいいよ                  | ABCテレビ『ミューパラTV』9月度マンスリーアーティスト                                                                  |
| 2022年 | どうでもいいよ                  | RKB毎日放送『エンタテ!区〜テレビが知らないe世界〜』                                                                   |
| 2022年 | リドー                          | TBS系『よるのブランチ』9月・10月エンディングテーマ                                                                    |
| 2024年 | ブラックボックス                | YouTubeアニメ『ブラックチャンネル』テーマソング                                                                       |
| 2025年 | あのね、                        | テレビアニメ『この会社に好きな人がいます』オープニングテーマ                                                          |
| 2025年 | 推せ                            | NACK5『SUNDAY LIONS』テーマソング                                                                                     |
| 2025年 | 魔物                            | テレビ朝日系 金曜ナイトドラマ『魔物』OST（挿入歌）                                                                    |

| 使用年 | 曲名 | タイアップ                                     |
| ------ | ---- | ---------------------------------------------- |
| 2020年 | POSE | 「Google Nest Audio Sessions」タイアップソング |

## ヘビーローテーション/パワープレイ

### テレビ
| 放送年 | 曲名                       | ヘビーローテーション/パワープレイ              |
| ------ | -------------------------- | ---------------------------------------------- |
| 2017年 | エレクトリック・パブリック | スペースシャワーTV ミドルローテーション「it!」 |
| 2017年 | レム                       | スペースシャワーTV ミドルローテーション「it!」 |
| 2018年 | ICHIDAIJI                  | スペースシャワーTV ミドルローテーション「it!」 |

## メディア出演

### ラジオ
- SPARK（2017年10月 - 2022年3月、J-WAVE） - 雫のみレギュラー出演
- ポルカ雫の刈り上げラボ（2024年10月 - NACK5）- 雫のみレギュラー出演[64]
- ポルカドットスティングレイ雫の「このラジオに好きな⼈がいます」（2025年1月 - 3月、音泉） - 雫のみレギュラー出演

### CM
- Google Android「見せたい写真、パッと出る」篇（2016年）
- みずほフィナンシャルグループ「Jump!」（2018年）
- ポケモンマスターズ（2019年9月28日 - ）

## ライブ

### 主催イベント・ツアー
- ポルカドットスティングレイが主催するライブには全て『ポルフェス○○』と通し番号が振られている。「公演日程」欄の太字の番号はその通し番号を表す。

| 日程                     | タイトル                                           | 詳細 |
| ------------------------ | -------------------------------------------------- | --- |
| 2015年8月22日            | ポルカドットスティングレイ presents 『ポルフェス』 | 初の主催イベント 公演日程 - 01 8月22日 福岡 public space四次元 |
| 2016年10月15日           | 教祖爆誕ワンマン                                   | 初のワンマンライブ 公演日程 - 02 10月15日 新宿 Red Cloth |
| 2017年2月3日 - 2月19日   | 2017 TOUR 骨抜き                                   | 初のワンマンツアー 公演日程 - 03 2月3日 名古屋 CLUB UPSET - 04 2月4日 大阪 Live Space CONPASS - 05 2月19日 渋谷 WWW |
| 2017年6月2日 - 7月13日   | 2017 TOUR 大正義                                   | 公演日程 - 06 6月2日 梅田 シャングリラ - 07 6月9日 福岡 Live House INSA - 08 6月10日 広島 CAVE-BE - 09 6月16日 名古屋 JAMMIN - 10 6月18日 札幌 SOUND CRUE - 11 6月22日 渋谷 WWW X - 12 7月13日 東京 東京キネマ倶楽部 |
| 2017年9月16日            | 半泣き黒猫団女子団員ワンマン                       | 女性限定ライブ 公演日程 - 13 9月16日 渋谷 原宿アストロホール |
| 2017年10月15日           | 教祖爆誕ワンマン                                   | 公演日程 - 14 10月15日 渋谷 代官山UNIT |
| 2018年2月4日 - 4月7日    | 2018 TOUR 全知全能                                 | 公演日程 - 15 2月4日 大阪 BIGCAT - 16 2月10日 横浜 ベイホール - 17 2月12日 熊谷 Heaven's Rock VJ-1 - 18 2月16日 金沢 エイトホール - 19 2月18日 仙台 Rensa - 20 2月25日 札幌 ペニーレーン24 - 21 3月2日 新潟 LOTS - 22 3月10日 高松 MONSTER - 23 3月16日 福岡 DRUM LOGOS - 24 3月18日 名古屋 ダイアモンドホール - 25 3月21日 広島 CLUB QUATTRO - 26 3月24日 赤坂 BLITZ - 27 3月31日 大阪 なんばHatch - 28 4月7日 東京 Zepp DiverCity TOKYO |
| 2018年6月26日            | #一大事 ワンマン                                   | 公演日程 - 29 6月26日 六本木 EXシアター |
| 2018年10月15日           | 教祖爆誕ワンマン                                   | 公演日程 - 30 10月15日 新木場 STUDIO COAST |
| 2018年12月2日 - 12月22日 | 2018 Zepp TOUR 秘密にしといて                      | 公演日程 - 31 12月2日 大阪 Zepp Osaka Bayside - 32 12月7日 東京 Zepp Tokyo - 33 12月16日 札幌 Zepp Sapporo - 34 12月20日 名古屋 Zepp Nagoya - 35 12月22日 福岡 Zepp Fukuoka |
| 2019年4月19日 - 7月17日  | 2019 TOUR 有頂天                                   | 最終公演はバンド初の武道館ワンマン公演 公演日程 - 36 4月19日 大阪 なんばHatch - 37 4月26日 札幌 Zepp Sapporo - 38 5月10日 広島 BLUE LIVE HIROSHIMA - 39 5月12日 高松 FESTHALLE - 40 5月17日 金沢 エイトホール - 41 5月19日 仙台 GIGS - 42 5月24日 静岡 ark - 43 5月31日 福岡 Zepp Fukuoka - 44 6月8日 名古屋 Zepp Nagoya - 45 7月17日 東京 日本武道館                                                                                     |
| 2019年10月15日           | 教祖爆誕ワンマン                                   | 公演日程 - 46 10月15日 東京 Zepp Tokyo |